# Xaver Kurmann
Xaver Kurmann (* 29. August 1948 in Emmenbrücke) ist ein ehemaliger Schweizer Radrennfahrer. Vom Ende der 1960er bis Mitte der 1970er Jahre war er einer der erfolgreichsten Schweizer Amateur-Radrennfahrer, in verschiedenen Disziplinen auf der Bahn wie auch auf der Strasse.

## Sportliche Laufbahn
1964 begann Kurmann in seinem Geburtsort mit dem Radsport. Als Junior gewann er 22 Radrennen, darunter die Tour der Jugend im deutschen Radevormwald.
Zweimal – 1968 sowie 1972 – startete Kurmann, der als «Lieblingsschüler» von Nationaltrainer Oscar Plattner galt, bei Olympischen Spielen. 1968 in Mexiko-Stadt errang er eine Bronzemedaille in der Einerverfolgung und erzielte den 13. Rang mit dem Schweizer Team (Walter Richard, Jürgen Schneider und Bruno Hubschmid) in der Mannschaftsverfolgung. In München 1972 gewann er seine zweite Olympiamedaille in der Einerverfolgung, dieses Mal eine silberne. Mit dem Schweizer Bahn-Vierer (René Savary, Martin Steger und Christian Brunner) belegte er den sechsten Rang in der Mannschaftsverfolgung.
Bei den UCI-Bahn-Weltmeisterschaften 1969 in Brünn wurde Xaver Kurmann als erster Schweizer Weltmeister in der Einerverfolgung und errang Bronze im Mannschaftszeitfahren (mit Bruno Hubschmid, Josef Fuchs und Walter Bürki) hinter den Fåglum-Brüdern aus Schweden und der Mannschaft aus Dänemark. In der Einerverfolgung konnte Kurmann im Jahr darauf in Leicester seinen Erfolg wiederholen, der Vierer allerdings durfte nach einem Defekt an Kurmanns Rad gleich beim Start nicht nochmals starten. Bei den Bahnweltmeisterschaften 1973 in San Sebastián unterlag er im Rennen um Platz drei dem Deutschen Rupert Kratzer.
Kurmann gewann zwölf Mal Gold an Schweizer Meisterschaften; 1969 und 1972 die Schweizer Strassenmeisterschaft bei den Amateuren, von 1967 bis 1974 7 Mal die Amateur-Einerverfolgung, 1968 die Meisterschaft im Mannschaftszeitfahren, 1970 und 1974 das 50-Kilometer-Punktefahren. Im Strassenradsport konnte er traditionsreiche Schweizer Eintagesrennen wie die Meisterschaft von Zürich (Amateure) und die Nordwestschweizer Rundfahrt 1967, Pruntrut–Zürich und Pruntrut–Lausanne 1968 gewinnen.
Kurmann startete für den RC Pfaffnau-Roggliswil. 1974 beendete er seine Karriere.

## Berufliches
Xaver Kurmann war von Beruf gelernter Maschinenschlosser.

## Ehrungen
1969 wurden Xaver Kurmann, Walter Bürki, Bruno Hubschmid und Josef Fuchs nach ihrem dritten Platz bei der Strassen-WM zur Schweizer Mannschaft des Jahres gewählt.

## Erfolge

### Bahn
1967
- Schweizer Meister (Amateure) – Einerverfolgung

1968
- Olympische Spiele – Einerverfolgung
- Weltmeisterschaft – Einerverfolgung
- Schweizer Meister (Amateure) – Einerverfolgung

1969
- Weltmeister (Amateure) – Einerverfolgung
- Schweizer Meister (Amateure) – Einerverfolgung

1970
- Weltmeister (Amateure) – Einerverfolgung
- Schweizer Meister (Amateure) – Punktefahren

1972
- Olympische Spiele – Einerverfolgung
- Schweizer Meister (Amateure) – Einerverfolgung

1973
- Schweizer Meister (Amateure) – Einerverfolgung

1974
- Schweizer Meister (Amateure) – Einerverfolgung, Punktefahren
- Schweizer Meister (Amateure) – Mannschaftsverfolgung

### Strasse
1969
- Strassen-Weltmeisterschaft (Amateure) – Mannschaftszeitfahren (mit Bruno Hubschmid, Josef Fuchs und Walter Bürki)
- Schweizer Meister (Amateure) – Strassenrennen

1972
- Giro del Mendrisiotto
- Meisterschaft von Zürich (Amateure)
- Schweizer Meister (Amateure) – Strassenrennen

1974
- Schweizer Meister Mannschaftszeitfahren